# 德伦基亚
德伦基亚（義大利語：Drenchia），是意大利乌迪内省的一个市镇。总面积13.28平方公里，人口150人，人口密度11.3人/平方公里（2009年）。ISTAT代码为030034。